# NGC 2930
NGC 2930 é uma galáxia espiral (S?) localizada na direcção da constelação de Leo. Possui uma declinação de +23° 12' 13" e uma ascensão recta de 9 horas, 37 minutos e 32,6 segundos.
A galáxia NGC 2930 foi descoberta em 21 de Fevereiro de 1863 por Heinrich Louis d'Arrest.